# Saint-Andiol
Ne doit pas être confondu avec Saint-Andéol.
Saint-Andiol (Sant Andiòu en provençal) est une commune française, située dans le département des Bouches-du-Rhône en région Provence-Alpes-Côte d'Azur. Ses habitants sont appelés les Saint-Andiolais. C’est un village historiquement connu pour avoir accueilli le célèbre Jean-Moulin durant la résistance.

## Géographie

### Situation
Le village se trouve à une dizaine de kilomètres au sud-est d'Avignon.
| Noves Verquières       | Verquières   |              |
| Noves                  | Saint-Andiol | Plan-d'Orgon |
| Saint-Rémy-de-Provence | Mollégès     | Cabannes     |

### Climat
Pour des articles plus généraux, voir Climat de Provence-Alpes-Côte d'Azur et Climat des Bouches-du-Rhône.
En 2010, le climat de la commune est de type climat méditerranéen franc, selon une étude du Centre national de la recherche scientifique s'appuyant sur une série de données couvrant la période 1971-2000. En 2020, Météo-France publie une typologie des climats de la France métropolitaine dans laquelle la commune est exposée à un climat méditerranéen et est dans la région climatique  Provence, Languedoc-Roussillon, caractérisée par une pluviométrie faible en été, un très bon ensoleillement (2 600 h/an), un été chaud (21,5 °C), un air très sec en été, sec en toutes saisons, des vents forts (fréquence de 40 à 50 % de vents > 5 m/s) et peu de brouillards. 
Pour la période 1971-2000, la température annuelle moyenne est de 14,1 °C, avec une amplitude thermique annuelle de 17,2 °C. Le cumul annuel moyen de précipitations est de 638 mm, avec 5,7 jours de précipitations en janvier et 2,3 jours en juillet. Pour la période 1991-2020, la température moyenne annuelle observée sur la station météorologique de Météo-France la plus proche, « Eyragues », sur la commune d'Eyragues à 8 km à vol d'oiseau, est de 15,2 °C et le cumul annuel moyen de précipitations est de 631,8 mm. 
La température maximale relevée sur cette station est de 42,2 °C, atteinte le 28 juin 2019 ; la température minimale est de −9,9 °C, atteinte le 2 mars 2005,,. 
Les paramètres climatiques de la commune ont été estimés pour le milieu du siècle (2041-2070) selon différents scénarios d'émission de gaz à effet de serre à partir des nouvelles projections climatiques de référence DRIAS-2020. Ils sont consultables sur un site dédié publié par Météo-France en novembre 2022.

## Urbanisme

### Typologie
Au 1er janvier 2024, Saint-Andiol est catégorisée bourg rural, selon la nouvelle grille communale de densité à 7 niveaux définie par l'Insee en 2022.
Elle appartient à l'unité urbaine d'Avignon, une agglomération inter-régionale dont elle est une commune de la banlieue,. La commune est en outre hors attraction des villes,.

### Occupation des sols
L'occupation des sols de la commune, telle qu'elle ressort de la base de données européenne d’occupation biophysique des sols Corine Land Cover (CLC), est marquée par l'importance des territoires agricoles (92,8 % en 2018), en diminution par rapport à 1990 (96,1 %). La répartition détaillée en 2018 est la suivante : 
cultures permanentes (66,7 %), zones agricoles hétérogènes (22 %), zones urbanisées (5,7 %), terres arables (4 %), zones industrielles ou commerciales et réseaux de communication (1,6 %). L'évolution de l’occupation des sols de la commune et de ses infrastructures peut être observée sur les différentes représentations cartographiques du territoire : la carte de Cassini (XVIIIe siècle), la carte d'état-major (1820-1866) et les cartes ou photos aériennes de l'IGN pour la période actuelle (1950 à aujourd'hui).

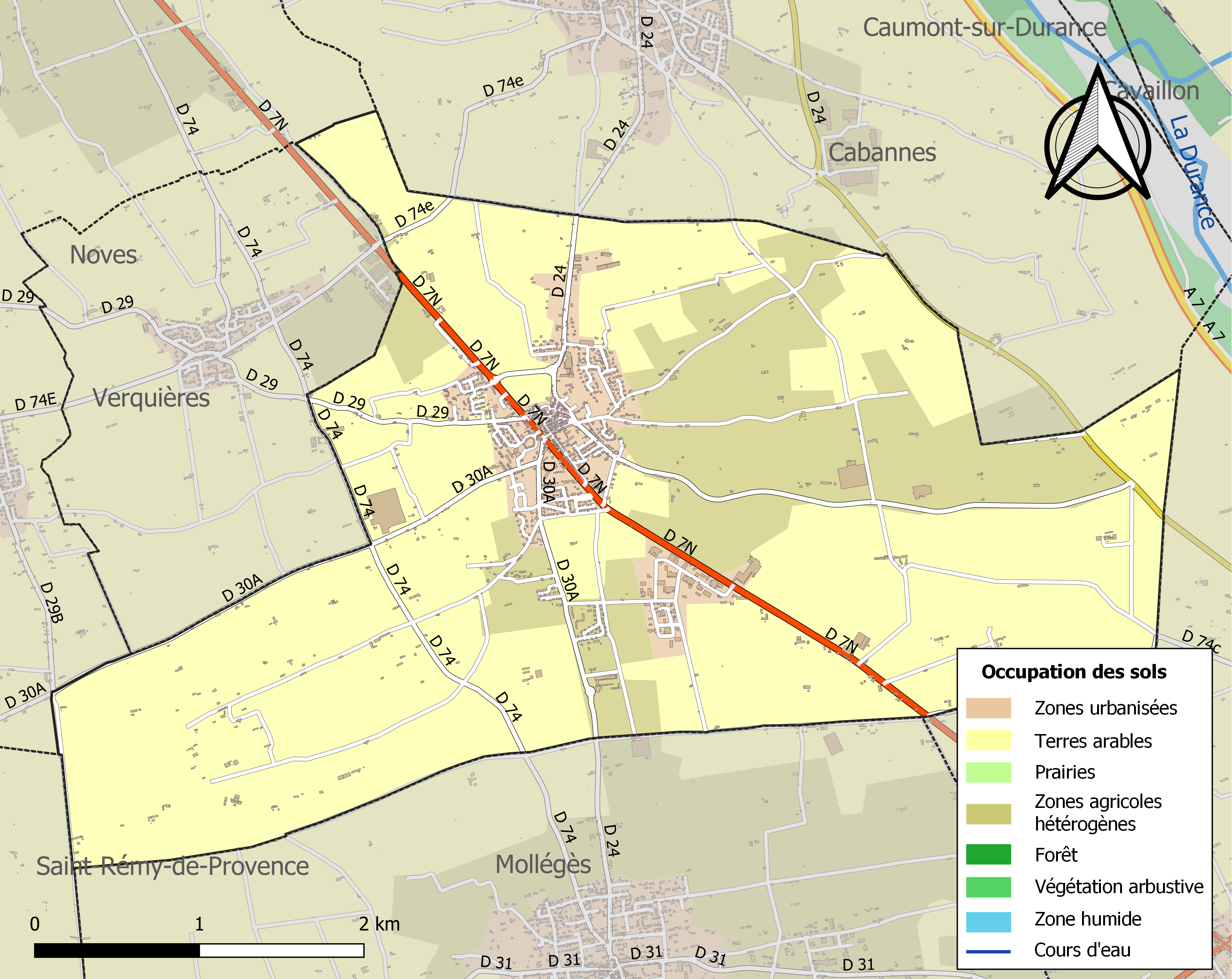
Carte des infrastructures et de l'occupation des sols de la commune en 2018 (CLC).

## Politique et administration

### Liste des maires

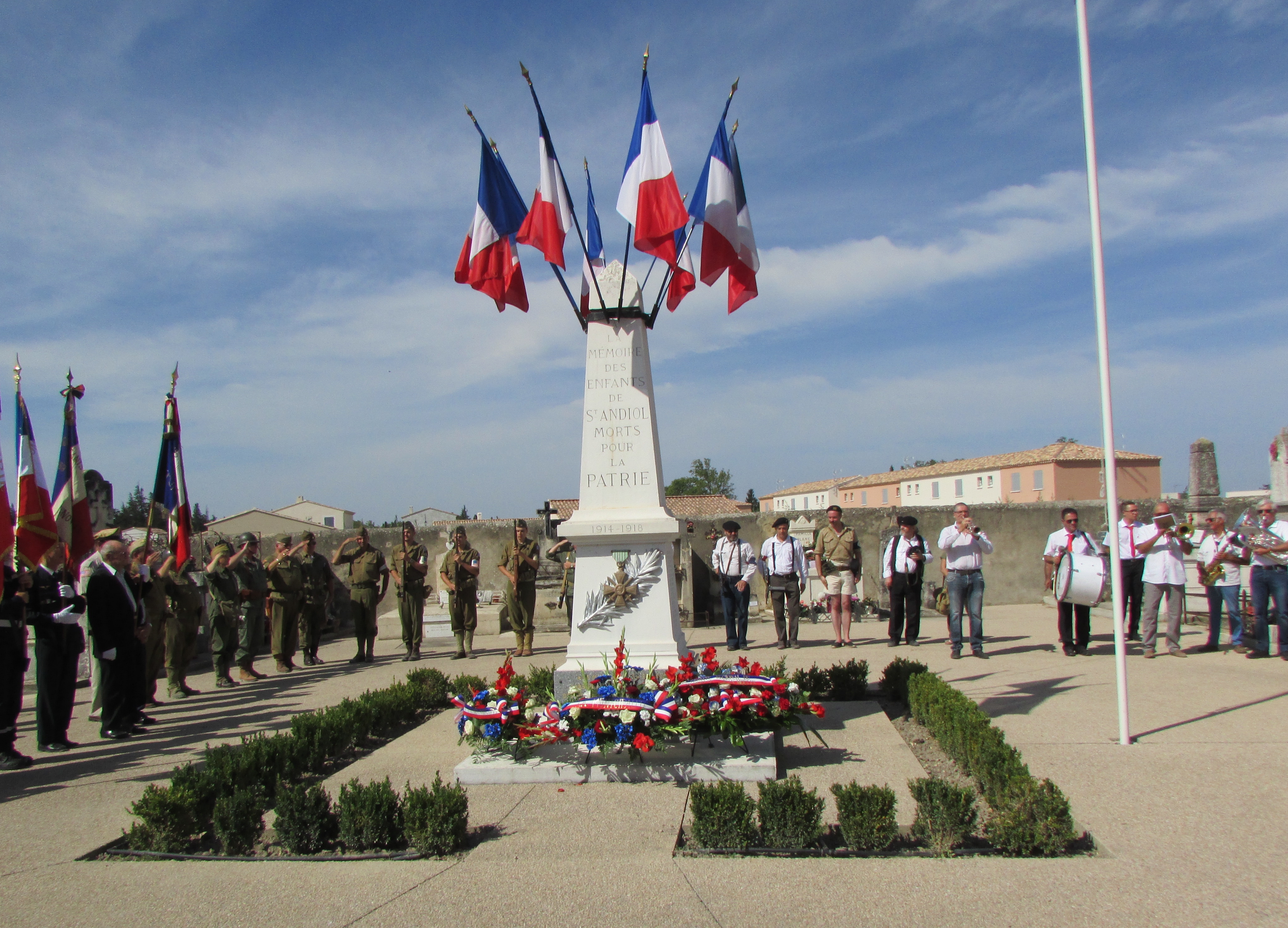
Le monument aux morts.

| Période                                  | Période   | Identité             | Étiquette | Qualité                                                          |
| ---------------------------------------- | --------- | -------------------- | --------- | ---------------------------------------------------------------- |
| 1945                                     | 1983      | René Fatigon         | CNI       | Conseiller général du canton d'Orgon (1958 → 1976)               |
| mars 1983                                | mars 2001 | Jean-Claude Agostini |           | Chef d'entreprise Chevalier de l'Ordre national du Mérite (2007) |
| mars 2001                                | mars 2008 | Michèle Allard       | PS        | Institutrice et directrice d'école                               |
| mars 2008                                | 2020      | Luc Agostini         | UMP → LR  | Chef d'entreprise 9e vice-président de la CA Terre de Provence   |
| juin 2020                                | En cours  | Daniel Robert        |           |                                                                  |
| Les données manquantes sont à compléter. |           |                      |           |                                                                  |

## Population et société

### Démographie
L'évolution du nombre d'habitants est connue à travers les recensements de la population effectués dans la commune depuis 1793. Pour les communes de moins de 10 000 habitants, une enquête de recensement portant sur toute la population est réalisée tous les cinq ans, les populations de référence des années intermédiaires étant quant à elles estimées par interpolation ou extrapolation. Pour la commune, le premier recensement exhaustif entrant dans le cadre du nouveau dispositif a été réalisé en 2005.

En 2022, la commune comptait 3 369 habitants, en évolution de +5,15 % par rapport à 2016 (Bouches-du-Rhône : +2,48 %, France hors Mayotte : +2,11 %).
| 1793 | 1800 | 1806 | 1821 | 1831  | 1836  | 1841  | 1846  | 1851  |
| ---- | ---- | ---- | ---- | ----- | ----- | ----- | ----- | ----- |
| 590  | 740  | 776  | 933  | 1 080 | 1 140 | 1 251 | 1 324 | 1 377 |

| 1856  | 1861  | 1866  | 1872  | 1876  | 1881  | 1886  | 1891  | 1896  |
| ----- | ----- | ----- | ----- | ----- | ----- | ----- | ----- | ----- |
| 1 448 | 1 454 | 1 429 | 1 381 | 1 170 | 1 265 | 1 236 | 1 182 | 1 232 |

| 1901  | 1906  | 1911  | 1921  | 1926  | 1931  | 1936  | 1946  | 1954  |
| ----- | ----- | ----- | ----- | ----- | ----- | ----- | ----- | ----- |
| 1 276 | 1 229 | 1 320 | 1 253 | 1 362 | 1 524 | 1 508 | 1 596 | 1 616 |

| 1962  | 1968  | 1975  | 1982  | 1990  | 1999  | 2005  | 2006  | 2010  |
| ----- | ----- | ----- | ----- | ----- | ----- | ----- | ----- | ----- |
| 1 805 | 2 023 | 2 019 | 2 372 | 2 253 | 2 605 | 3 138 | 3 203 | 3 189 |

| 2015  | 2020  | 2022  | - | - | - | - | - | - |
| ----- | ----- | ----- | - | - | - | - | - | - |
| 3 306 | 3 396 | 3 369 | - | - | - | - | - | - |

### Cultes et religion
Les paroisses catholiques de Cabannes, Eygalières, Mollégès, Orgon, Plan-d'Orgon, Saint-Andiol, Saint-Rémy-de-Provence et Verquières sont regroupées dans l'unité pastorale de Saint-Rémy-de-Provence.

### Manifestations culturelles et festivités
Chaque année, pour le troisième week-end de janvier, est célébrée la fête de la Saint-Vincent avec sa traditionnelle choucroute.
En avril, les Floralies sont organisées dans le Parc du Château.
La fête votive a lieu au mois de Juillet sur plusieurs jours : loto, courses taurines, abrivados, aubade, etc., avec des orchestres ou vedettes.
Des marchés nocturnes sont organisés pendant la saison estivale. 2 pour l'année 2023.
Le traditionnel marché de Noël se déroule au mois de Décembre, souvent le 1er week-end du mois.
D'autres évènements ponctuels ont lieu à Saint-Andiol.

## Culture et patrimoine

### Lieux et monuments
- L'église paroissiale Saint-Vincent, au cœur du village, est de style roman, en forme de forteresse, avec des murailles crénelées. Elle est classée monument historique en 1908[19].
- La chapelle Sainte-Croix, entourée d'un cimetière, au départ de la route de Mollégès, a été construite avant l'an 1000, probablement par les moines de Saint-Victor de Marseille. C'est l'un des plus anciens monuments de pur style roman de la région. Elle est aussi classée monument historique[20].
- Le « château », ancienne demeure seigneuriale voisine de l'église, abrite le centre socio-culturel communal.
- Le Parc du Château où l'on retrouve une aire de jeux pour enfants, aires de pique-nique, les Arènes.
- Le Musée Jean Moulin "Souvenir de mon pays", ouvert depuis le 6 juillet 2018. Il retrace la vie de Jean Moulin de sa naissance jusqu'à l'entrée de ses cendres au Panthéon.
- L'Auberge de France qui abrite désormais la Mairie.

µ[Quoi ?] Un parcours "Sur les pas d'Antonin Moulin, père de Jean Moulin" a été élaboré par la ville avec des panneaux explicatifs de chaque lieu ou personne importante de l'histoire de Saint-Andiol.

### Personnalités liées à la commune
- Jean Moulin a passé sa jeunesse à Saint-Andiol, au no 35, route nationale 7. Pendant la Seconde Guerre mondiale, le 2 janvier 1942[21], Jean Moulin est parachuté près de Fontvieille avec deux de ses compagnons. Ils rejoignent la maison familiale de Jean Moulin. C'est de cette maison que Jean Moulin mènera à bien la mission REX, et fondera le Conseil national de la Résistance. Une fresque à sa mémoire, portant la mention « Saint-Andiol, carrefour de l'Histoire », a été inaugurée sur la route nationale le 26 mai 2012 en présence d'associations combattantes[22].
- Laure Moulin, Résistante, sœur de Jean Moulin. Décédée à Montpellier, elle repose à Saint-Andiol.
- Le juge Pascal (1920-1989), magistrat chargé de l'affaire de Bruay-en-Artois était originaire de la commune.

### Héraldique
Pour un article plus général, voir Armorial des communes des Bouches-du-Rhône.
| Armes de Saint-Andiol | Les armes peuvent se blasonner ainsi : De sable à un saint Andéol d'argent. |